# Green Naugahyde
Green Naugahyde ist das siebte Studioalbum der Band Primus. Es erschien am 12. September 2011 bei ATO Records.

## Hintergrund
Green Naugahyde ist das siebte Album der Band Primus. Es ist das erste Studio-Album nach dem 1999 erschienenen Album Antipop und enthält erstmals neues Material der Band nach der 2003 erschienenen EP Animals Should Not Try to Act Like People.
Aus dem am 12. September 2011 auf ATO Records und Prawn Song erschienenen Album wurden die zwei Singles Tragedy's a' comin und Lee van Cleef ausgekoppelt.
Der Titel des Albums entstammt dem Text des Titels Lee van Cleef über eine Gruppe von Freunden, die sich in einem Auto mit grünem Kunstleder (Naugahyde)-Interieur in einem Autokino Filme mit Lee Van Cleef und Clint Eastwood ansehen.

## Titel
Texte: Les Claypool, Musik: Primus, soweit nicht gesondert ausgewiesen.
| Nr.          | Titel                                             | Musik von               | Länge |
| ------------ | ------------------------------------------------- | ----------------------- | ----- |
| 1.           | Prelude to a Crawl                                | Claypool                | 1:20  |
| 2.           | Hennepin Crawler                                  | Claypool, LaLonde, Lane | 3:59  |
| 3.           | Last Salmon Man (Fisherman's Chronicles, Part IV) | Claypool                | 6:15  |
| 4.           | Eternal Consumption Engine                        | LaLonde                 | 2:45  |
| 5.           | Tragedy's a' comin'                               | Claypool, LaLonde, Lane | 4:52  |
| 6.           | Eyes of the Squirrel                              | Claypool, Lane          | 5:32  |
| 7.           | Jilly's on Smack                                  | Claypool, LaLonde       | 6:37  |
| 8.           | Lee Van Cleef                                     | Claypool                | 3:28  |
| 9.           | Moron TV                                          | Claypool, LaLonde, Lane | 4:38  |
| 10.          | Green Ranger                                      | Claypool, Lane          | 2:03  |
| 11.          | HOINFODAMAN                                       | LaLonde                 | 2:59  |
| 12.          | Extinction Burst                                  | Claypool, LaLonde, Lane | 5:20  |
| 13.          | Salmon Men                                        | Claypool                | 0:58  |
| Gesamtlänge: | Gesamtlänge:                                      | Gesamtlänge:            | 50:46 |

| Nr.          | Titel                                                                                | Länge |
| ------------ | ------------------------------------------------------------------------------------ | ----- |
| 14.          | Those Damned Blue-Collar Tweekers (Live-Aufnahme vom 13. Juli 2011, London, England) | 8:10  |
| Gesamtlänge: | Gesamtlänge:                                                                         | 58:56 |

## Besetzung
Alle Informationen zur Besetzung entstammen dem Cover des Albums.
- Les Claypool – Bass, Gesang
- Larry LaLonde – E-Gitarre
- Jay Lane – Schlagzeug

## Rezeption
Siggy Zielinsky von den Babyblauen Seiten gibt dem Album eine Wertung von 5/15: „Wenn man so lange auf ein neues Primus-Album gewartet hat, dann kann man von Green Naugahyde eigentlich nur enttäuscht sein. Am liebsten würde ich für diese Mogelpackung und Larry LaLonde-Demontage null Punkte vergeben, denn Thema verfehlt bedingt in der Schule im Normalfall schließlich auch die NoteUngenügend. Dabei würde man aber unterschlagen, dass das Teil als Claypool-Album nach seinen zuletzt für mich nicht immer durchgängig erfreulichen Alben noch vergleichsweise ordentlich weggekommen wäre.“